# Улица Голды Меир (Киев)
Улица Голды Меир (до 2022 года — Краснодарская улица) (укр. Вулиця Голди Меїр) — улица в Шевченковском районе города Киева. Пролегает от улицы Даниила Щербаковского до перекрёстка улиц Януша Корчака и Владимира Жаботинского (Муромская), исторически сложившаяся местность (район) Нивки и Дегтяри.
Примыкают улицы Черняховского, Сергея Параджанова, Тешебаева, бульвар Павла Вирского (Саратовская улица).

## История
Новая улица № 870 возникла в середине 20 века. 
29 декабря 1953 года Новая улица № 865 посёлка Нивки в Октябрьском районе была переименована на Краснодарская улица — в честь  Краснодарского края, согласно Решению исполнительного комитета Киевского городского совета депутатов трудящихся № 2610 «Про наименование городских улиц» («Про найменування міських вулиць»). 
В процессе дерусификации городских объектов, 28 октября 2022 года улица получила современное название — в честь израильского политического и государственного деятеля Голды Меир.

## Застройка
Улица пролегает в восточном направлении параллельно Ружинской и  Волчегорской (Ставропольской) улицам. 
Парная и непарная стороны улицы заняты усадебной застройкой, только в начале и в конце улицы — многоэтажной жилой.
Учреждения: нет